# Ammomanes deserti
La terrera sahariana (Ammomanes deserti) es una especie de ave paseriforme de la familia Alaudidae que vive en el norte de África y Oriente medio.

## Distribución y hábitat
La terrera sahariana se distribuye por los desiertos y zonas áridas del Sahara, y hacia el este en la península arábiga y oriente medio, sobre todo Irán, Afganistán y Pakistán. Vive en zonas pedregosas áridas, y evita las zonas llanas de arena.

## Descripción
Es una pequeña ave de 15 a 16,5 cm de longitud. Es color arena arriba y gris rosáceo pálido por debajo, con una ancha factura amarillenta. La cola es de color marrón rojizo con una banda difuminada oscura. Ambos sexos son iguales, pero existe una gran variación geográfica; por ejemplo, la A. d. payni del sur de Marruecos es más gris por encima que la Ammomanes deserti desrti, y tiene los flancos anaranjados. Por otra parte, la A. d. annae del norte de Jordania tiene la parte superior, la cabeza y el pecho de color gris oscuro.

## Alimentación, reproducción y estado de conservación
Construye su nido en el suelo, en una grieta de la roca o entre las piedras, y pone de 3 a 4 huevos. Su alimentación consiste principalmente en semillas e insectos, estos últimos sobre todo en época de reproducción.
Está clasificada como especie bajo preocupación menor en la Lista Roja de Especies Amenazadas de la UICN.

## Subespecies

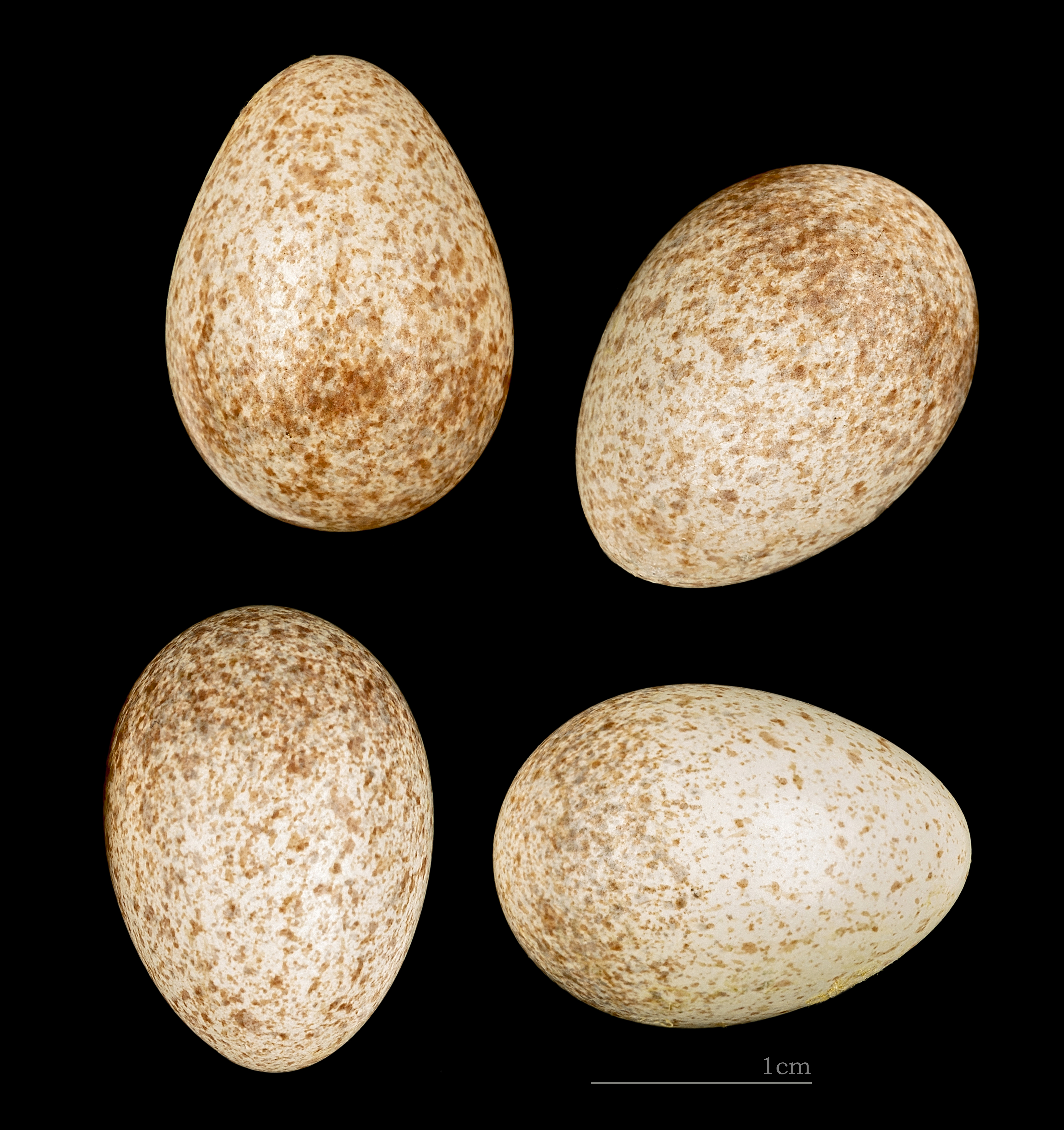
Huevos de Ammomanes deserti algeriensis.

Se conocen las siguientes subespecies:
- Ammomanes deserti deserti
- Ammomanes deserti payni
- Ammomanes deserti akeleyi
- Ammomanes deserti algeriensis
- Ammomanes deserti annae
- Ammomanes deserti assabensis
- Ammomanes deserti azizi
- Ammomanes deserti geyri
- Ammomanes deserti isabellina
- Ammomanes deserti coxi
- Ammomanes deserti cheesmani
- Ammomanes deserti darica
- Ammomanes deserti erythrochroa